# Associazione Calcio Padova 1939-1940
Questa pagina raccoglie i dati riguardanti l'Associazione Calcio Padova nelle competizioni ufficiali della stagione 1939-1940.

## Rosa
| N. |                   | Ruolo | Calciatore          |
| -- | ----------------- | ----- | ------------------- |
|    | Italia (bandiera) | P     | Albano Luisetto     |
|    | Italia (bandiera) | P     | Giovanni Cavasin    |
|    | Italia (bandiera) | P     | Silla Sandrin       |
|    | Italia (bandiera) | D     | Oreste Chinol       |
|    | Italia (bandiera) | D     | Giuseppe De Marchi  |
|    | Italia (bandiera) | D     | Adamello Freschi    |
|    | Italia (bandiera) | D     | Zefferino Grassetto |
|    | Italia (bandiera) | D     | Pietro Sforzin      |
|    | Italia (bandiera) | C     | Bruno Bedosti       |
|    | Italia (bandiera) | C     | Silvio Formentin    |
|    | Italia (bandiera) | C     | Giorgio Giaretta    |
|    | Italia (bandiera) | C     | Gastone Rinaldi     |
|    | Italia (bandiera) | C     | Piero Veratti       |

| N. |                   | Ruolo | Calciatore           |
| -- | ----------------- | ----- | -------------------- |
|    | Italia (bandiera) | A     | Enrico Appiani       |
|    | Italia (bandiera) | A     | Gioacchino Bettini   |
|    | Italia (bandiera) | A     | Vittorio Benelle     |
|    | Italia (bandiera) | A     | Gino Cappello        |
|    | Italia (bandiera) | A     | Antonio Carnevali    |
|    | Italia (bandiera) | A     | Amedeo Degli Esposti |
|    | Italia (bandiera) | A     | Ermenegildo Orzan    |
|    | Italia (bandiera) | A     | Giuseppe Pavan       |
|    | Italia (bandiera) | -     | Alvio Dal Maschio    |
|    | Italia (bandiera) | -     | Giuseppe Maran       |
|    | Italia (bandiera) | -     | Mario Rampazzo       |
|    | Italia (bandiera) | -     | Domenico Zannier     |

## Risultati

### Serie B

#### Girone di andata
| Arbitro: | Mazza (Torre del Greco) |

|                                       |           |                             |
| Cappello 4’, 58’, 74’ Del Maschio 89’ | Marcatori | 41’ Bertoni II 88’ (rig.) ? |

| Arbitro: | Tonnetti (Roma) |

|           |           |                 |
| Torti 60’ | Marcatori | 25’ Cappello IV |

| Arbitro: | Barbieri (Genova) |

|                                            |           |  |
| Cappello 27’, ?’, 79’ (rig.) Degli Esposti | Marcatori |  |

| Arbitro: | Fois (Roma) |

|                                   |           |                  |
| Di Benedetti Zandali Colli ?’, ?’ | Marcatori | Cappello Bedosti |

| Arbitro: | Dellarole (Vercelli) |

|                                                 |           |  |
| Degli Esposti 7’, 14’, 27’ Cappello IV 18’, 88’ | Marcatori |  |

| Arbitro: | Rosso (Torino) |

|                                |           |             |
| Ghiglione 55’, 71’ Imberti 85’ | Marcatori | 51’ Appiani |

| Arbitro: | Zavattaro (Casale Monferrato) |

|  |           |                                          |
|  | Marcatori | ?’, ?’, ?’ Grazioli Moretti Dusi Palumbo |

| Arbitro: | Rosso (Torino) |

|                                |           |  |
| Gaddoni 44’, 54’ Cominelli 52’ | Marcatori |  |

| Arbitro: | Rossi |

|  |           |                         |
|  | Marcatori | 77’ Conti 81’ Di Prisco |

| Livorno 3 dicembre 1939 10ª giornata                                                          | Livorno   | 6 – 2 referto  | Padova | Stadio Edda Ciano Mussolini |
| \| \| \| \| \| Zidarich ?’, ?’ Costanzo Viani II ?’, ?’, ?’ \| Marcatori \| Chinol Bettini \| |           |                |        |                             |
|                                                                                               |           |                |        |                             |
| Zidarich ?’, ?’ Costanzo Viani II ?’, ?’, ?’                                                  | Marcatori | Chinol Bettini |        |                             |

| Arbitro: | Olietti |

|                                                |           |  |
| Cappello 8’, 81’ Orzan 33’, 44’ Appiani II 49’ | Marcatori |  |

| Siena 17 dicembre 1939 12ª giornata | Siena           | 0 – 0 referto | Padova | Stadio Rino Daus\| Arbitro: \| Rizzo (Messina) \| |
| Arbitro:                            | Rizzo (Messina) |               |        |                                                   |

| Arbitro: | Candela (Genova) |

|                             |           |  |
| Cappello 35’, 73’ Orzan 70’ | Marcatori |  |

| Arbitro: | Goracci (Firenze) |

|             |           |            |
| Appiani 75’ | Marcatori | 48’ Ghezzi |

| Arbitro: | Gamba (Napoli) |

|  |           |                     |
|  | Marcatori | 29’ (rig.) Cappello |

| Arbitro: | Biancone (Roma) |

|                |           |                             |
| Coverlizza 13’ | Marcatori | 50’ Orzan 61’, 83’ Cappello |

| Padova 28 gennaio 1940 17ª giornata                                       | Padova    | 4 – 0 referto | Pro Vercelli | Stadio Silvio Appiani |
| \| \| \| \| \| Cappello 25’ (rig.), 30’, 58’ Orzan 43’ \| Marcatori \| \| |           |               |              |                       |
|                                                                           |           |               |              |                       |
| Cappello 25’ (rig.), 30’, 58’ Orzan 43’                                   | Marcatori |               |              |                       |

#### Girone di ritorno
| Arbitro: | Carminati (Milano) |

|                            |           |           |
| Ponzinibio 27’ Bertoni 40’ | Marcatori | 35’ Orzan |

| Arbitro: | Scotto |

|                                   |           |                               |
| Pavan 2’, 13’ Cappello 42’ (rig.) | Marcatori | ?’ (rig.) Silvestrelli Varoli |

| Arbitro: | Rosso (Casale Monferrato) |

|                                              |           |                                 |
| Ussello 46’ Cason 49’ Zanello 68’ Coccia 88’ | Marcatori | 20’ Orzan 38’ Pavan 40’ Bettini |

| Arbitro: | Fois (Roma) |

|                     |           |                       |
| Cappello 30’ (rig.) | Marcatori | 14’, 39’ Di Benedetti |

| Arbitro: | Rosso (Torino) |

|                        |           |                            |
| Servello 10’ D'Odorico | Marcatori | 40’ Giaretta Degli Esposti |

| Arbitro: | Marsciani (Modena) |

|                  |           |  |
| Degli Esposti 7’ | Marcatori |  |

| Arbitro: | Scotto (Savona) |

|                  |           |                      |
| Moretti 27’, 37’ | Marcatori | 18’ Pavan 45’ Chinol |

| Arbitro: | Dattilo (Roma) |

|                   |           |              |
| Cappello 15’, 21’ | Marcatori | 47’ Pagliano |

| Arbitro: | Carpani (Milano) |

|                       |           |                                |
| Andreis 23’ Conti 37’ | Marcatori | 42’ Degli Esposti 69’ Cappello |

| Arbitro: | Ciamberlini (Sampierdarena) |

|                             |           |         |
| Degli Esposti 12’ Pavan 47’ | Marcatori | Zennaro |

| Bologna 28 aprile 1940 28ª giornata | Molinella | 3 – 0 | Padova | Stadio Littoriale |

| Arbitro: | Picasso (Milano) |

|            |           |           |
| Chinol 66’ | Marcatori | 44’ Dapas |

| Arbitro: | Costantini (Pescara) |

|                        |           |           |
| Longhi 5’ Bramanti 50’ | Marcatori | 25’ Orzan |

| Arbitro: | Conticini (Firenze) |

|                             |           |           |
| Fibbi 44’ (rig.) Foglia 63’ | Marcatori | 70’ Orzan |

| Arbitro: | Massironi (Milano) |

|                       |           |  |
| Bedosti 26’ Pavan 52’ | Marcatori |  |

| Arbitro: | Nicolini (Ancona) |

|                                                                          |           |  |
| Cappello 25’ (rig.), 29’, 65’ Degli Esposti 31’ Bedosti 41’ Giaretta 86’ | Marcatori |  |

| Arbitro: | Poggipollini (Ferrara) |

|                     |           |                                    |
| Gambino 30’ Pizzala | Marcatori | 31’ Bedosti 50’ Pavan 69’ Cappello |

### Coppa Italia
| Arbitro: | Zelocchi (Modena) |

|  |           |              |
|  | Marcatori | 51’ Grazioli |

## Statistiche

### Statistiche di squadra
| Competizione | Punti | In casa | In casa | In casa | In casa | In casa | In casa | In trasferta | In trasferta | In trasferta | In trasferta | In trasferta | In trasferta | Totale | Totale | Totale | Totale | Totale | Totale | DR  |
| Competizione | Punti | G       | V       | N       | P       | Gf      | Gs      | G            | V            | N            | P            | Gf           | Gs           | G      | V      | N      | P      | Gf     | Gs     | DR  |
| ------------ | ----- | ------- | ------- | ------- | ------- | ------- | ------- | ------------ | ------------ | ------------ | ------------ | ------------ | ------------ | ------ | ------ | ------ | ------ | ------ | ------ | --- |
| Serie B      | 37    | 17      | 12      | 2       | 3       | 44      | 18      | 17           | 3            | 5            | 9            | 25           | 39           | 34     | 15     | 7      | 12     | 69     | 57     | +12 |
| Coppa Italia |       | 1       | 0       | 0       | 1       | 0       | 1       | -            | -            | -            | -            | -            | -            | 1      | 0      | 0      | 1      | 0      | 1      | -1  |
| Totale       |       | 18      | 12      | 2       | 4       | 44      | 19      | 17           | 3            | 5            | 9            | 25           | 39           | 35     | 15     | 7      | 13     | 69     | 58     | +11 |

### Statistiche dei giocatori
| Giocatore        | Serie B  | Serie B | Coppa Italia | Coppa Italia | Totale   | Totale |
| Giocatore        | Presenze | Reti    | Presenze     | Reti         | Presenze | Reti   |
| ---------------- | -------- | ------- | ------------ | ------------ | -------- | ------ |
| E. Appiani       | 8        | 3       | -            | -            | 8        | 3      |
| B. Bedosti       | 25       | 5       | -            | -            | 25       | 5      |
| V. Benelle       | 11       | 0       | -            | -            | 11       | 0      |
| G. Bettini       | 15       | 2       | 1            | 0            | 16       | 2      |
| G. Cappello      | 28       | 29      | 1            | 0            | 29       | 29     |
| A. Carnevali     | 11       | 0       | 1            | 0            | 12       | 0      |
| O. Chinol        | 30       | 3       | 1            | 0            | 31       | 3      |
| A. Dal Maschio   | 4        | 1       | 1            | 0            | 5        | 1      |
| A. Degli Esposti | 18       | 9       | 1            | 0            | 19       | 9      |
| G. De Marchi     | 29       | 0       | -            | -            | 29       | 0      |
| S. Formentin     | 1        | 0       | -            | -            | 1        | 0      |
| A. Freschi       | 25       | 0       | -            | -            | 25       | 0      |
| G. Giaretta      | 23       | 3       | 1            | 0            | 24       | 3      |
| Z. Grassetto     | 14       | 0       | 1            | 0            | 15       | 0      |
| A. Luisetto      | 14       | -?      | -            | -            | 14       | -0+    |
| G. Maran         | 1        | 0       | -            | -            | 1        | 0      |
| E. Orzan         | 14       | 7       | -            | -            | 14       | 7      |
| G. Pavan         | 22       | 7       | -            | -            | 22       | 7      |
| M. Rampazzo      | 1        | 0       | -            | -            | 1        | 0      |
| G. Rinaldi       | 1        | 0       | -            | -            | 1        | 0      |
| Rossi            | -        | -       | 1            | 0            | 1        | 0      |
| S. Sandrin       | 12       | -?      | -            | -            | 12       | -0+    |
| P. Sforzin       | 27       | 0       | -            | -            | 27       | 0      |
| P. Veratti       | 11       | 0       | 1            | 0            | 12       | 0      |
| C. Visintin      | 8        | -?      | 1            | -1           | 9        | -1+    |
| D. Zannier       | 21       | 0       | -            | -            | 21       | 0      |